# Maurice Bishop
Maurice Rupert Bishop (Aruba, 29 de maio de 1944 – Saint George's, 19 de outubro de 1983) foi um advogado e político granadino.

## Biografia
Graduou-se me Direito na Grã-Bretanha. Em 1966 casou com Angela Redhead. Tiveram dois filhos, John e Nadia. Angela emigrou para o Canadá, com os dois filhos, em 1981.
Em 1979, o Movimento New Jewel, ao qual Bishop pertencia, derrubou o regime de Eric Gairy  e nomeou-o primeiro-ministro de Granada. O seu governo levou a cabo muitas reformas, de caráter socialista, e estreitou as relações com Cuba, URSS e outros países do bloco comunista.
Bishop iniciou vários projetos, incluindo a construção de um novo aeroporto internacional, no extremo sul da ilha. O financiamento proveio de Cuba, embora a maior parte da infraestrutura do aeroporto tenha sido desenhada por contratados europeus.
Ronald Reagan, então presidente dos Estados Unidos, acusou Bishop de pretender destinar o novo aeroporto a uso militar por Cuba e URSS. O governo norte-americano passou a fomentar uma feroz guerra mediática, gerando um favorável à invasão a Granada e à destituição de Bishop.
Em outubro de 1983, ao regressar de uma visita diplomática à Checoslováquia e Hungria, Bishop foi deposto pelos partidários do vice-primeiro-ministro Bernard Coard, seu antigo companheiro, e posto em prisão domiciliar.
A revolta popular pela libertação de Maurice Bishop não teve êxito, pois o governo de Bernard Coard, apoiado por Hudson Austin, ordenou a execução do primeiro-ministro deposto, na base militar de Fort Rupert.
Maurice Bishop foi fuzilado em 19 de outubro de 1983, junto com a sua companheira e ministra da Educação do seu governo, Jacqueline Creft. O mesmo destino tiveram outros membros do seu governo, como Unison Whitman.
Durante a invasão de Granada, iniciada em 25 de outubro, os Estados Unidos tomaram de assalto o aeroporto em construção, matando vários trabalhadores civis cubanos. Não foi encontrado nenhum assessor militar cubano ou soviético. A construção do aeroporto, depois denominado Aeroporto Internacional Maurice Bishop,  foi concluída, alguns anos depois, com apoio dos Estados Unidos. 